# The Jets (niederländische Band)
The Jets ist eine niederländische Popband aus Utrecht, die zwischen 1964 und 1967 bekannt wurde.

## Bandgeschichte
Gründungsmitglieder waren Nico Witkamp, Karry Mulder, Tonny Mulder, Eddy Geurtsen und Peter van Meel. Mit zwei Singles gelang der Gruppe der Sprung in die niederländische Hitparade: die Coverversion des Shirley-Bassey-Hits Goldfinger stieg im April 1965 auf Platz 5, Pied Piper schaffte es genau ein Jahr später auf Platz 2. 1968 trennte sich die Band.
1983 kam es zur Wiedervereinigung. Seitdem treten The Jets wieder gelegentlich live auf.

## Besetzung
Aktuelle Besetzung
- Peter van Meel – Gesang
- Nico Witkamp – Bass, Gesang
- Barry van der Berg – Gitarre
- Leen van der Werf – Rhythmusgitarre
- Eddy Geurtsen – Tasteninstrumente, Gesang
- Fred Rorive – Schlagzeug

Ehemalige Mitglieder
- Karry Mulder († 2000) – Bass
- Tonny Mulder – Schlagzeug
- Boy Brotowski – Schlagzeug

## Diskografie

### Album
- 1983: The Best of the Jets

### Singles
| Jahr | Titel Album                     | Höchstplatzierung, Gesamtwochen, AuszeichnungChartsChartplatzierungen (Jahr, Titel, Album, Platzierungen, Wochen, Auszeichnungen, Anmerkungen) | Anmerkungen |
| Jahr | Titel Album                     | NL | Anmerkungen |
| ---- | ------------------------------- | --- | --- |
| 1965 | Goldfinger The Best of the Jets | NL5 (15 Wo.)NL | Erstveröffentlichung: 12. April 1965 Autoren: John Barry, Leslie Bricusse, Anthony Newley Original: Shirley Bassey, 1964 |
| 1966 | Pied Piper The Best of the Jets | NL2 (15 Wo.)NL | Erstveröffentlichung: 7. März 1966 Autoren: Steve Duboff, Artie Kornfeld Original: Changin’ Times, 1965                  |

Weitere Singles
- 1964: Jet’s Fly (VÖ: 19. Oktober)
- 1965: Memphis Tennessee
- 1965: Thunderball
- 1966: If I Could Start My Life Again (VÖ: 5. September)
- 1967: Fool, Fool, Fool / Please Send Me a Letter (VÖ: 4. Dezember)
- 1988: Solide